# جرمانیا ۲۴۱
سیارک ۲۴۱ (به انگلیسی: 241 Germania) دویست و چهل و یکمین سیارک کشف شده‌است که در ۱۲ سپتامبر ۱۸۸۴ و در دوسلدورف کشف شد.
قدر مطلق سیارک برابر ۷٫۵۸ است.